# 伊野郵便局
伊野郵便局（いのゆうびんきょく）は高知県吾川郡いの町にある郵便局。民営化前の分類では集配普通郵便局であった。

## 概要
住所：〒781-2199 高知県吾川郡いの町幸町6

## 沿革
- 1872年9月3日（明治5年8月1日） - 伊野郵便取扱所として開設[1]。
- 1875年（明治8年）1月1日 - 伊野郵便局（五等）となる。
- 1881年（明治14年） - 為替取扱を開始。
- 1882年（明治15年） - 貯金取扱を開始。
- 1890年（明治23年）10月1日 - 伊野郵便電信局となる。
- 1903年（明治36年）4月1日 - 通信官署官制の施行に伴い伊野郵便局となる。
- 1951年（昭和26年）4月1日 - 電気通信業務の取扱を、新設の伊野電報電話局に移管[2]。
- 1956年（昭和31年）10月1日 - 電話通話および和文電報受付事務の取扱を開始。
- 1966年（昭和41年）10月30日 - 電話通話および和文電報受付事務を廃止。
- 1981年（昭和56年）5月6日 - 吾川郡伊野町から同町幸町へ移転[3]するとともに、電話通話および和文電報受付事務の取扱を開始。
- 1981年（昭和56年）5月18日 - 勝賀瀬郵便局および日高郵便局から集配業務を移管。
- 1999年（平成11年） - 外国通貨の両替および旅行小切手の売買に関する業務取扱を開始。
- 2007年（平成19年）10月1日 - 民営化に伴い、併設された郵便事業伊野支店に一部業務を移管。
- 2012年（平成24年）10月1日 - 日本郵便株式会社発足に伴い、郵便事業伊野支店を伊野郵便局に統合。

## 取扱内容
- 郵便、印紙、ゆうパック、内容証明
- 貯金、為替、振替、振込、国際送金、国債、投資信託
- 生命保険、バイク自賠責保険、自動車保険、がん保険、引受条件緩和型医療保険、変額年金保険
- ゆうちょ銀行ATM
- 「781-21xx」区域（吾川郡いの町（旧伊野町域）および高岡郡日高村全域）の集配業務
- ゆうゆう窓口

## 周辺
- いの町紙の博物館
- 土佐警察署いの警察庁舎
- 仁淀川

## アクセス
- とさでん交通伊野線 伊野電停から徒歩約7分、JR土讃線 伊野駅から徒歩約9分
- 県交北部交通、土佐市ドラゴンバス 公園町バス停下車
- 高知自動車道 伊野ICから西へ約4km
- 国道33号沿い
- 駐車場あり：10台